# Matthew Kilgallon
Matthew Kilgallon (ur. 8 stycznia 1984 roku w York) – angielski piłkarz występujący na pozycji środkowego lub lewego obrońcy w Blackburn Rovers.

## Kariera klubowa
Matthew Kilgallon jest wychowankiem Leeds United. W pierwszym sezonie w barwach "The Whites" zanotował dwa występy, po czym na rok został wypożyczony do West Ham United. Tam jednak nie zdołał wywalczyć sobie miejsca w podstawowej jedenastce, w efekcie czego wystąpił tylko w czterech meczach. Po powrocie na Elland Road zaczął grywać coraz częściej. Po spadku Leeds do The Championship i odejściu większości zawodników z podstawowego składu popularny "Killa" coraz częściej zaczął się pojawiać w wyjściowym składzie. To w dużym stopniu jemu sympatycy angielskiego zespołu mogą zawdzięczać dojście do finału baraży o awans do Premier League. W pierwszej części sezonu 2006/2007 Matthew zagrał we wszystkich meczach "Pawi" i także należał do jednych z najlepszych zawodników w swojej drużynie.
Następnie w mediach pojawiła się informacja o odejściu Kilgallona do Reading. Ostatecznie jednak młody Anglik w zimowym okienku transferowym za niespełna dwa miliony funtów został kupiony przez Sheffield United. Szkoleniowiec tego zespołu – Neil Warnock nie widział jednak dla byłego zawodnika Leeds miejsca w podstawowej jedenastce. Kilgallon w swojej nowej drużynie zadebiutował dopiero 31 marca w przegranym pojedynku przeciwko Bolton Wanderers. Matthew sezon zakończył z 6 występami na koncie, jednak już w kolejnych rozgrywkach udało mu się wywalczyć miejsce w podstawowej jedenastce "Szabli". W sezonie 2008/2009 został wybrany najlepszym graczem Sheffield.
21 stycznia 2010 roku podpisał trzyipółletni kontrakt z Sunderlandem. Następnie został wypożyczony do Middlesbrough. W styczniu 2011 roku został ponownie wypożyczony na pół roku do Doncaster Rovers.

## Kariera reprezentacyjna
W latach 2004–2005 Kilgallon był członkiem reprezentacji Anglii do lat 21. Łącznie rozegrał dla niej pięć spotkań, w których ani razu nie wpisał się na listę strzelców.